# Real Zaragoza 2018-2019
Questa voce raccoglie le informazioni riguardanti il Real Zaragoza nelle competizioni ufficiali della stagione 2018-2019.

## Stagione
Il Real Zaragoza terminerà la stagione 2018-2019 di Segunda División in 15ª posizione in classifica.

## Rosa
| N. |                       | Ruolo | Calciatore       |
| -- | --------------------- | ----- | ---------------- |
| 1  | Spagna (bandiera)     | P     | Cristian Álvarez |
| 2  | Spagna (bandiera)     | D     | Alberto Benito   |
| 3  | Spagna (bandiera)     | D     | Daniel Lasure    |
| 4  | Spagna (bandiera)     | D     | Chechu Dorado    |
| 5  | Portogallo (bandiera) | D     | Diogo Verdasca   |
| 6  | Spagna (bandiera)     | D     | Alberto Guitián  |
| 7  | Spagna (bandiera)     | A     | Miguel Linares   |
| 8  | Spagna (bandiera)     | C     | Jorge Pombo      |
| 9  | Spagna (bandiera)     | A     | Álvaro Vázquez   |
| 10 | Spagna (bandiera)     | C     | Javi Ros         |
| 11 | Brasile (bandiera)    | A     | Raí Nascimento   |
| 12 | Nigeria (bandiera)    | C     | James Igbekeme   |
| 13 | Spagna (bandiera)     | P     | Álvaro Ratón     |

| N. |                     | Ruolo | Calciatore                 |
| -- | ------------------- | ----- | -------------------------- |
| 14 | Spagna (bandiera)   | C     | Raúl Guti                  |
| 16 | Spagna (bandiera)   | C     | Iñigo Eguaras              |
| 17 | Spagna (bandiera)   | C     | Carlos Nieto               |
| 18 | Spagna (bandiera)   | C     | Diego Aguirre              |
| 19 | Georgia (bandiera)  | C     | Giorgi Papunashvili        |
| 20 | Spagna (bandiera)   | C     | Marc Gual                  |
| 21 | Spagna (bandiera)   | C     | Alberto Zapater (capitano) |
| 22 | Spagna (bandiera)   | D     | Julián Delmás              |
| 23 | Spagna (bandiera)   | C     | Gaizka Toquero             |
| 24 | Spagna (bandiera)   | D     | Álex Muñoz                 |
| 26 | Spagna (bandiera)   | C     | Pep Biel                   |
| 29 | Spagna (bandiera)   | C     | Alberto Soro               |
|    | Svizzera (bandiera) | C     | Simone Grippo              |